# 今園国貞

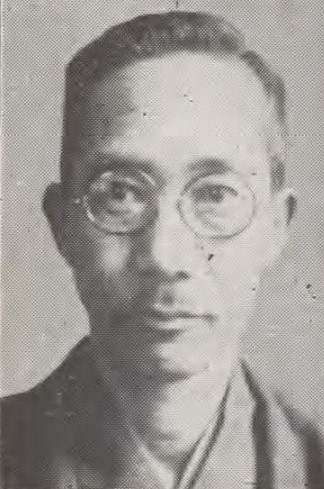
今園国貞

今園 国貞（國貞、いまその / いまぞの くにさだ、1882年（明治15年）7月20日 - 1950年（昭和25年）5月2日）は、日本の国文学者、政治家、華族。貴族院男爵議員。

## 経歴
華族・今園国映の長男として生まれる。父の死去に伴い、1893年（明治26年）5月12日、男爵を襲爵した。
学習院高等科を経て、1912年7月、東京帝国大学文科大学文学科（国文学）を卒業。1928年（昭和3年）歌会始講頌となり、以後、同読士、同奉行、御歌所参候、東京女子大学教授などを務めた。
1918年（大正7年）7月10日、貴族院男爵議員に選出され、公正会に所属して活動し1947年（昭和22年）5月2日の貴族院廃止まで4期在任した。

## 親族
- 母 - セイ（高瀧小藤治三女）[1][4]
- 妻 - とき子（岩倉直麿女）[1]
- 長男 - 国光[1]